# Saint-Martin-d'Oydes
Saint-Martin-d'Oydes är en kommun i departementet Ariège i regionen Occitanien i södra Frankrike. Kommunen ligger  i kantonen Pamiers-Ouest som ligger i arrondissementet Pamiers. År 2022 hade Saint-Martin-d'Oydes 251 invånare.

## Befolkningsutveckling
Antalet invånare i kommunen Saint-Martin-d'Oydes
Referens: INSEE